# Справа Пасіфіко

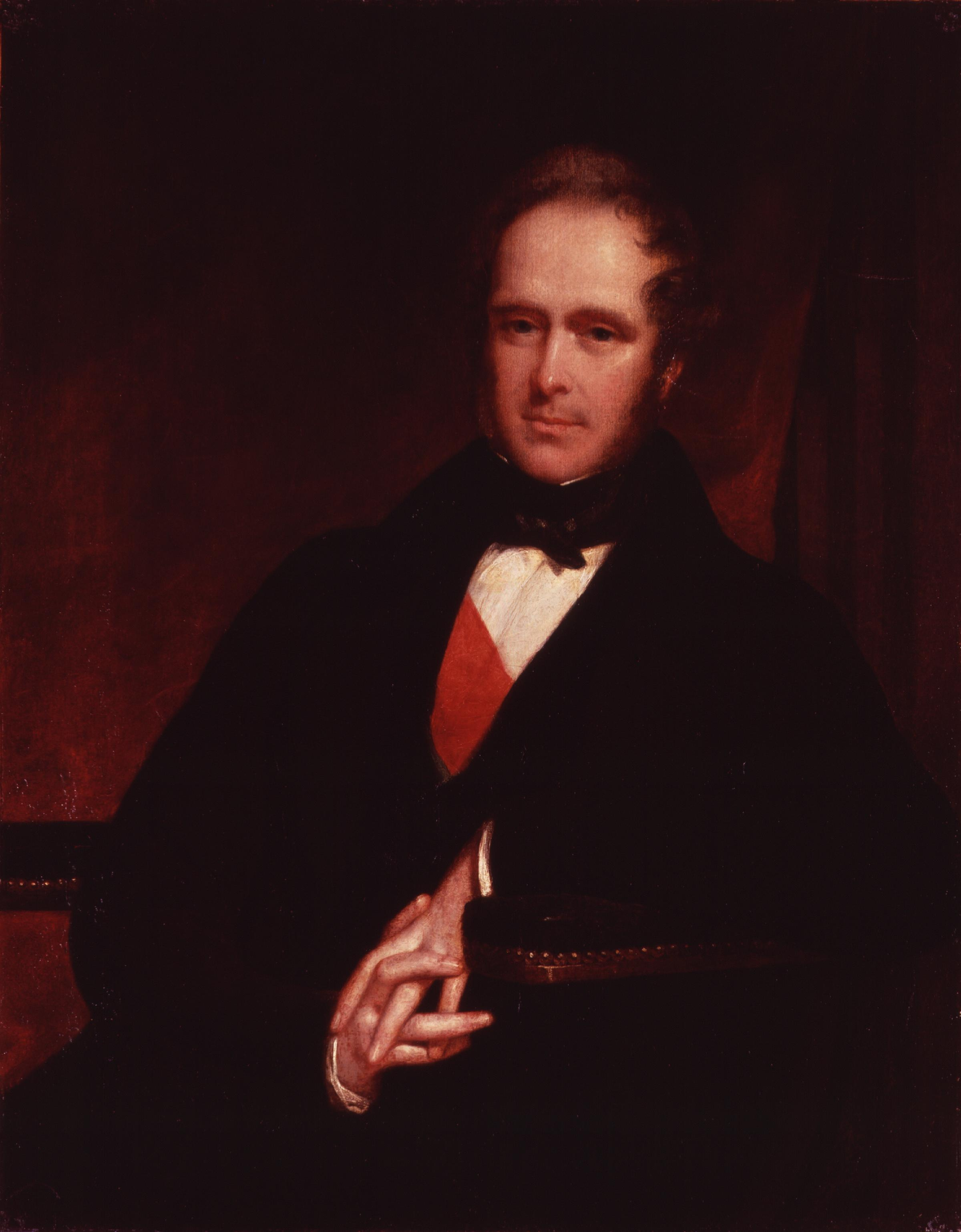
Лорд Пальмерстон, міністр закордонних справ Великої Британії та рушійна сила інтервенції

Справа Пасіфіко (грец. Επεισόδιο Πατσίφικο, англ. Don Pacifico affair), Паркерівська блокада (грец. Τα Παρκερικά) — конфлікт між Великою Британією та Грецією, що мав місце в 1847—1850 роках.
Спровокований лордом Пальмерстоном, який підтримав вимоги британського підданого Давида Пасіфіко (Дона Пасіфіко), постраждалого від нападу антисемітськи налаштованої афінської юрби, до грецької держави. Попри готовність Греції задовольнити претензії частково, британський флот під командуванням Вільяма Паркера блокував її порти, вимагаючи повного виконання ультиматуму Пальмерстона.
Британський тиск, однак, викликав в Греції патріотичне піднесення. Обурення інших великих держав і власне британської опозиції змусили Пальмерстона зрештою відступити і владнати конфлікт дипломатичним шляхом.
Паркерівська блокада стала одним з перших епізодів так званої «дипломатії канонерок» — використання силових методів для нав'язування своєї волі слабшим державам.